# فرودگاه شهری الیانس
فرودگاه شهری الیانس (به انگلیسی: Alliance Municipal Airport) یک فرودگاه همگانی بهره‌برداری هوایی با کد یاتا AIA است که یک باند فرود آسفالت دارد و طول باند آن ۲۸۰۵ متر است. این فرودگاه در کشور ایالات متحده آمریکا قرار دارد و در ارتفاع ۱۱۹۸ متری از سطح دریا واقع شده است.